# Сражение при Крет-а-Пьеро
Сражение при Крет-а-Пьеро (фр. Bataille de La Crête à Pierrot) — бои во время французской экспедиции в Сан-Доминго, происходившее с 4 по 24 марта 1802 года у форта Крет-а-Пьеро, к востоку от Сен-Марка, в долине реки Артибонит.

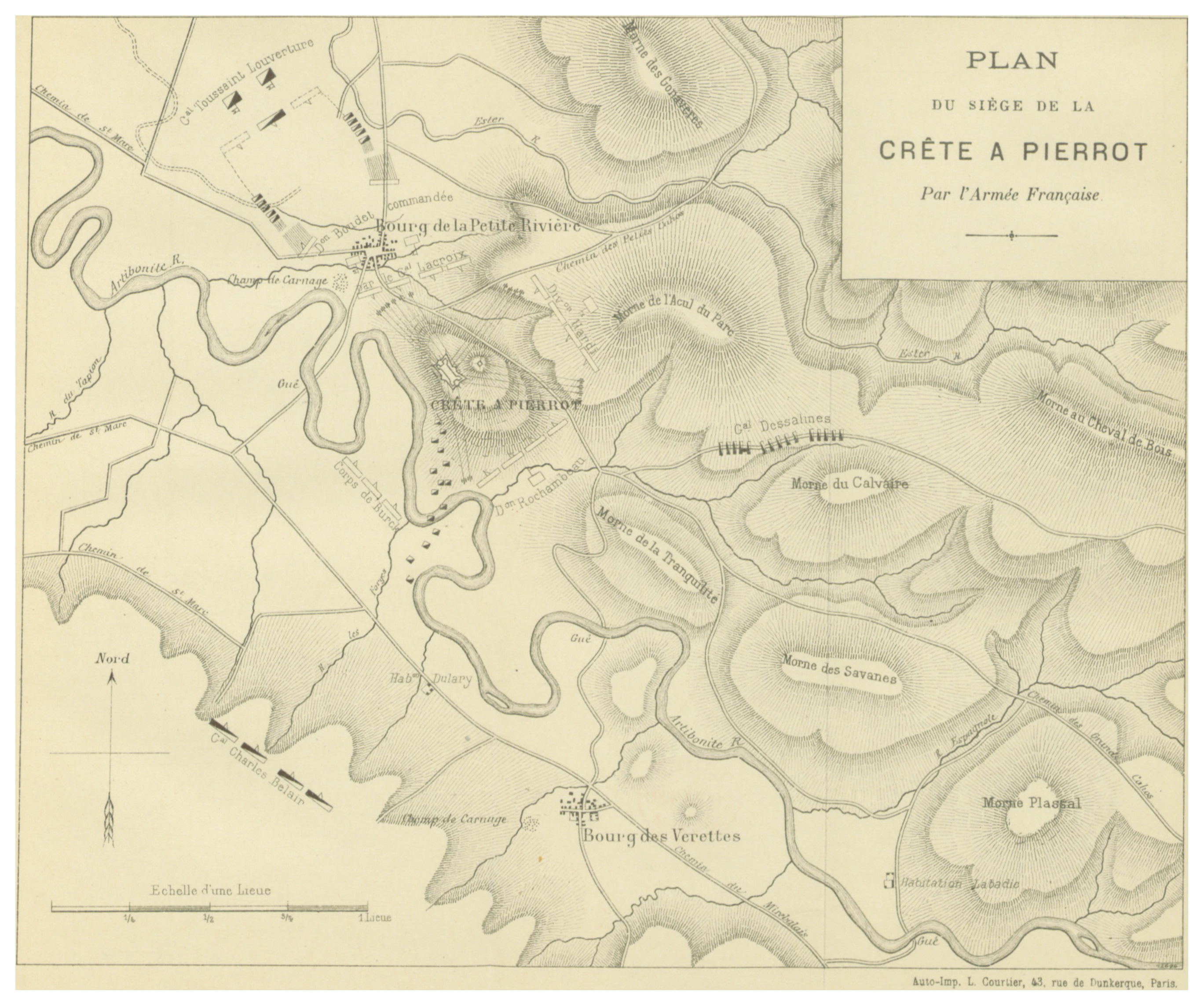
Район сражения

Форт Крет-а-Пьеро имел стратегическое значение, поскольку контролировал доступ к горам Каос. 28 февраля Туссен-Лувертюр покинул форт и передал командование Жан-Жаку Дессалину, который отремонтировал стены форта и вырыл траншеи. В форте находилось от 600 до 700 человек, позже усиленных 500 повстанцами. 1 марта Дессалин приказал казнить всех белых Пти-Ривьера, а также пленных, взятых на равнине Куль-де-Сак. В живых остались только врач-натуралист Мишель Этьен Декуртильц и музыканты туссенского оркестра. Затем Дессалин выступил с намерением сжечь город Миребале.
4 марта французский авангард численностью 2000 человек под командованием генерала Дебеля достиг форта. При виде убитых белых французы в ярости немедленно пошли в атаку, хотя их на тот момент было всего 300 человек. Гаитянцы обстреляли французов из артиллерии, а затем предприняли контратаку, обратившую французов в бегство. 400 из них были убиты или ранены, а генерал Дебель получил серьезные ранения.
Тем временем генерал Дессалин, преследуемый Донатьеном де Рошамбо, вошел в горы Каос, убив многочисленных французских колонистов. 4 марта генерал Буде отбил сожженный Миребале. Затем 9 марта он захватил Веррет, где было убито 800 белых мирных жителей. 11 марта Дессалин вернулся в форт и призвал своих солдат сопротивляться до последнего, угрожая взорвать склад боеприпасов, если французам удастся войти в форт.
12 марта новый штурм форта под командованием Леклерка также потерпел неудачу. Французы потеряли убитыми и ранеными около 700 человек. Были ранены также три генерала: Леклерк, Буде и Дюгуа. После этого боя Дессалин покинул форт и отправился в Плассак за боеприпасами.
22 марта еще одна попытка Рошамбо атаковать редуты форта, защищаемые 200 гаитянцами под командованием Луи Ламартиньера, чья супруга Мари-Жанна примером личного мужества воодушевляла защитников, снова потерпела неудачу и стоила французам 300 человек. Французы решили блокировать форт и в течение трёх суток обстреливали его из мортир. В результате из 900 человек гарнизона было убито или ранено 500 человек. 23 марта Дессалин атаковал войска генерала Арди у Морн-Ноло, чтобы пробиться к осажденным, но был отбит, потеряв 100 человек убитыми. 24 марта обессиленные осажденные совершили ночную вылазку и сумели прорваться сквозь французские позиции. Французы захватили форт, добили оставленных раненых гаитянцев и затем вернулись в Порт-о-Пренс.